# Солігорський район
Солігорський район — адміністративна одиниця Білорусі, Мінська область.

## Адміністративний поділ
В Солігоському районі налічується 170 населених пунктів, з них . Всі села приналежні до 11-и сільських рад:
- Гоцька сільська рада → Гоцьк.
- Долгівська сільська рада → Великий Ліс • Гірка • Довге • Жовтий Брід •   Заглинне • Зелений Бір • Камінь • Комсомолець • Мазурщина • Махновичі • Мілковичі • Морочь • Новосель • Прогрес • Ровецький Ліс • Радянська Морочь • Ясковичі.
- Домановичівська сільська рада → Ананчиці • Домановичі • Драчево • Заброддя • Завихід • Заперехідне • Кочева • Червоне Озеро • Осове • Писаревичі • Рог • Роги • Сковшин • Товариші.
- Зажевичівська сільська рада → Березівка • Загір`я • Зажевичі • Заозерний • Камінь • Користь • Червоний Берег • Криваль • Криваль-хутір • Лесовня???? • Нова Грамота • Нові Терушки • Обидемля • Старі Терушки • Тесове • Саковичі • Язовинь.
- Копацевичівська сільська рада → Величковичі • Копацевичі • Новополіський.
- Краснодвірська сільська рада → Болотчиці • Дубеї • Іздрашево • Косиничі • Краснодвірці • Кривичі • Островки • Плянта • Прусики • Пруси • Радьково • Стародвірці • Чепелі.
- Краснослобідська сільська рада → Біле Болото • Великий Рожан • Велика Ольшанка • Борова • Вишнівка • Горохівці • Добра Лука • Дубове • Дубровка • Затишшя • Колос • Комсомольський • Мала Ольшанка • Малий Рожан • Новинки • Первомайськ • Підозерне • Новий Рожан • Шибино • Яблунове • Язвино.
- Октябрьська сільська рада → Великі Завшиці • Вьоска • Вєтка • Гать • Герасимівка • Грибовня • Дедовичі • Довге • Зайкове • Залаззя • Калинівка • Кам`янка • Леновичі • Лопатине • Мозолі • Малі Завшиці • Новий Луг • Октябрь • Пирачиці • Подорожжя • Попівці • Пружанка • Раївка • Рассвет???? • Салогощ • Северини • Синяк • Устронь.
- Старобинська сільська рада → Овины • Листопадовичі • Крушники • Летенець • Поварчиці • Саковичі • Ситенець • Старобин • Тичини • Язовинь.
- Хоростовська сільська рада → Барань Гора • Груздове• Новина • Пузичі• Раховичі • Хоростове • Челонець
- Чижевичівська сільська рада → Брянчиці • Глядки • Дубочки • Жабин • Забродське • Залісся • Застариння • Зелений Курган • Дризгаловичі • Кам`янка • Корчик • Кулаки • Кулеші • Кутнево • Липники • Малий Жабин • Мамиков • Метявичі • Новий • Отруби • Переток • Пиваші • Погост-1 • Погост-2 • Підосинка • Сахалін • Сільце • Томилова Гора • Хвалево • Чижевичі • Чижівка • Червона Долина • Шабуньки • Шахівниця.

Ліквідовані сільські ради на території району:
- Гаврильчицька сільська рада → Вейно • Гаврильчиці • Дубиця • Піщанка • Тесна.
- Первомайська сільська рада → Біле Болото • Велика Ольшанка • Вишнівка • Горохівці • Дошново • Дубровка • Комсомольський • Красне Озеро • Мала Ольшанка • Новинки • Первомайськ • Підозерне • Язвино.
- Погостська сільська рада → Залісся • Застариння • Кутнєво • Метявичі • Погост-1 • Погост-2 • Сільце • Тесово.
- Рожанська сільська рада → Борова • Великий Рожан • Добра Лука • Новий Рожан.
- Чепелівська сільська рада → Брянчиці • Глядки • Кулеші • Прусики • Пруси • Чепелі • Шабуньки.
- Ясковицька сільська рада → Великий Ліс • Морочь • Ясковичі.????